# Distretto di La Libertad de Pallán
Il distretto di La Libertad de Pallán è uno dei dodici distretti  della provincia di Celendín, in Perù. Si trova nella regione di Cajamarca e si estende su una superficie di 184,09 chilometri quadrati.

Istituito il 23 dicembre 1993, ha per capitale la città di La Libertad de Pallán; al censimento 2005 contava 7.857 abitanti.